# Kesha
Кеша Роуз Себерт (англ. Kesha Rose Sebert; нар. 1 березня 1987 року), більш відома як Кеша (Ke$ha) — американська співачка, реперка, авторка пісень, композиторка, акторка та зоозахисниця.
Почала кар'єру в 2005 році, успіху досягла на початку 2009-го після участі в записі популярного синглу «Right Round» американського репера Flo Rida. Дебютний сингл «Tik Tok» вийшов у серпні 2009 року. 
Вихід дебютного альбому співачки відбувся в січні 2010 року.

## Ранні роки
Народилася в Лос-Анджелесі і виховувалася лише матір'ю, Піб Себерт, співачкою і авторкою багатьох пісень. Мати також займалася вихованням старшого брата Кеші, тоді як сім'я переживала скрутний фінансовий стан. В 1991 році сім'я переїхала до Нашвіллу, штат Теннесі, столиці американського кантрі. У місцевих студіях і пройшло дитинство Кеші.
У 17 років Кеша повертається в Лос-Анджелес, щоб продовжити музичну кар'єру, натхненна переконаннями Dr. Luke і Макса Мартіан. 
Музичний матеріал Кеші настільки вразив Dr. Luke, що він і Макс Мартін одразу ж запропонували їй співпрацю.

## Початок кар'єри
На початку шляху Кеші доводилося важко, вона не заробляла і, щоб зводити кінці з кінцями, мусила підробляти офіціанткою, одночасно записуючись у студіях, співпрацюючи з різними продюсерами і створюючи пісні для інших митців. Одного разу Кеша захотіла, щоб продюсуванням її музики зайнявся Прінс. Підкупивши садівника, вона проникла в його особняк і зустрілася з музикантом особисто. Його охоронці викинули Кешу з дому, але не раніше, ніж вона вручила Прінсу свій альбом.
У період з 2006 по 2009 роки музика Кеші з'являється в багатьох телесеріалах і телешоу. У цей же час вона бере участь у створенні синглу «This Love» австралійського гурту The Veronicas, а також пише бек-вокал для пісні «Lace and Leather» Брітні Спірс і знімається у відеокліпі Кеті Перрі на пісню «I Kissed a Girl». Подібна співпраця стала можливою завдяки дружбі Кеші з Кеті Перрі та їх частим зустрічам у Лос-Анджелесі.
Основний успіх приніс співачці запис у синглі «Right Round» американського репера Flo Rida. Пісню продюсував Dr. Luke, він і запропонував кандидатуру Кеші Флоу Райді, коли той зауважив брак жіночого вокалу в синглі. Результат настільки сподобався Флоу Райді, що він запросив Кешу для роботи над піснею «Touch Me» того ж альбому. Однак Кеша не взяла жодних грошей за свою участь і відмовилася від зйомок у кліпі «Right Round», оскільки хотіла пробитися тільки за рахунок своїх сил. Незабаром стало відомо про підписання контракту з RCA Records і про те, що продюсером її дебютного альбому «Animal» стане Dr. Luke. В США альбом вийшов 5 січня 2010 року.

## Особисте життя
Kesha ідентифікувала себе як бісексуальну.

## Дискографія

### Студійні альбоми
- Animal (2010)
- Warrior (2012)
- Rainbow (2017)

### Міні-альбоми
- Cannibal (2010)

## Список нагород та номінацій
| Рік  | Номіновано             | Подія                    | Нагорода                                 | Результат |
| ---- | ---------------------- | ------------------------ | ---------------------------------------- | --------- |
| 2010 | Саму співачку          | Eska Awards              | Найкращий новий артист року              | Перемога  |
| 2010 | Саму співачку          | Europe Music Awards 2010 | Найкращий новий виконавець               | Перемога  |
| 2010 | Саму співачку          | Europe Music Awards 2010 | Best Push Act                            | Номінація |
| 2010 | Саму співачку          | MTV Video Music Award    | Найкращий новий артист                   | Номінація |
| 2010 | «Tik Tok»              | MTV Video Music Award    | Найкраще жіноче відео                    | Номінація |
| 2010 | «Tik Tok»              | MTV Video Music Award    | Найкраще поп-відео                       | Номінація |
| 2010 | «My First Kiss»        | MTV Video Music Award    | Найкраще співробітництво                 | Номінація |
| 2010 | «Tik Tok»              | MuchMusic Video Awards   | International Video of the Year — Artist | Номінація |
| 2010 | «Tik Tok»              | MuchMusic Video Awards   | UR FAVE: International Video             | Номінація |
| 2010 | Саму співачку          | Teen Choice Awards       | Choice Music: Female Artist              | Номінація |
| 2010 | Саму співачку          | Teen Choice Awards       | Choice Music: Breakout Artist — Female   | Номінація |
| 2010 | Саму співачку          | Teen Choice Awards       | Choice Summer Music Star: Female         | Номінація |
| 2010 | Animal                 | Teen Choice Awards       | Choice Music: Album — Pop                | Номінація |
| 2010 | «Your Love Is My Drug» | Teen Choice Awards       | Choice Music: Single                     | Номінація |
| 2010 | «Your Love Is My Drug» | Teen Choice Awards       | Choice Summer Music: Song                | Номінація |
| 2010 | Саму співачку          | World Music Awards       | Найкращий новий артист                   | Номінація |